# Svaneke Friskole
Svaneke Friskole (tidligere Svaneke Skole) er en selvejende institution i Svaneke, som er etableret i 2015. Skolen er medlem af Dansk Friskoleforening og har ca. 200 elever fra 0. til 9. klasse samt SFO.
Skolen er blevet en realitet efter mange års politiske overvejelser om lukning af den kommunale skole i Svaneke som følge af besparelser. En gruppe borgere og forældre i Svaneke besluttede derfor at starte friskolen med stor lokal opbakning, da lukningen af den kommunale skole var en realitet - umiddelbart efter skolens 90-års-jubilæum den 5. januar 2015. Beslutningen om at lukke skolen blev taget med snævert flertal i Bornholms Regionskommune i februar 2015. I april 2015 købte bestyrelsen for den nye friskole bygningerne fra kommunen og startede sit virke.
I september 2020 fratrådte skolens leder og størstedelen af bestyrelsen efter intern uro blandt medarbejderne, og ægteparret Susanne Engset og Ole Hald blev konstituteret som nye skoleledere.